# Bahnstrecke Claremont–West Claremont
| Gesellschaft: | zuletzt CLC          |                              |                              |
| Streckenlänge: | ca. 5,5 km           |                              |                              |
| Spurweite: | 1435 mm (Normalspur) |                              |                              |
| |                      |                              |                              |
| Gleise: | 1 (früher 2)         |                              |                              |
| \| \| \| von Claremont Junction \| \| \| \| 0,0 \| Claremont NH Mulberry Street \| Claremont NH Mulberry Street \| \| \| \| nach Concord \| \| \| \| \| Sugar River \| \| \| \| 5,5 \| West Claremont NH \| West Claremont NH \| |                      |                              |                              |
| Strecke |                      | von Claremont Junction       | von Claremont Junction       |
| Betriebs-/Güterbahnhof Strecke ab hier außer Betrieb | 0,0                  | Claremont NH Mulberry Street | Claremont NH Mulberry Street |
| Abzweig geradeaus und nach rechts (Strecke außer Betrieb) |                      | nach Concord                 | nach Concord                 |
| Brücke über Wasserlauf (Strecke außer Betrieb) |                      | Sugar River                  | Sugar River                  |
| Betriebs-/Güterbahnhof Streckenende (Strecke außer Betrieb) | 5,5                  | West Claremont NH            | West Claremont NH            |

Die Bahnstrecke Claremont Mulberry Street–West Claremont ist eine ehemalige Eisenbahnstrecke in New Hampshire (Vereinigte Staaten). Sie ist rund 5,5 Kilometer lang und liegt im Stadtgebiet von Claremont. Die Strecke ist stillgelegt und abgebaut.

## Geschichte
Nachdem 1901 die Claremont Street Railway und die Claremont Electric Light Company zur Claremont Railway fusionierten, baute man eine elektrische Straßenbahn durch die Stadt Claremont. Zwischen Claremont Junction und dem Güterbahnhof Mulberry Street benutzte die Bahn die Bahnstrecke Concord–Claremont mit. Die Strecke wurde später zweigleisig ausgebaut. 1930 endete der Personenverkehr auf der Linie, Güter wurden jedoch dank zahlreicher anliegender Industriebetriebe weiterhin transportiert. Nachdem 1954 die Claremont and Concord Railway die Claremont Railway aufgekauft hatte, stellte sie den elektrischen Betrieb ein und betrieb die Strecke mit Dieselloks als Eisenbahnstrecke weiter. Das zweite Gleis wurde abgebaut. 1988 endete der Güterverkehr auf der Strecke, die daraufhin stillgelegt und abgebaut wurde.

## Streckenbeschreibung
Die Strecke zweigt an der Mulberry Street aus der Bahnstrecke Concord–Claremont und führt nordwärts entlang der Tyler Street. Bei deren nördlichem Ende überquert die Trasse den Sugar River. Sie verläuft nun entlang der Front Street und Main Street und endet in West Claremont.